# Filipe Clemente de Souza
Filipe Clemente de Souza (Makaó, 1976. október 26. –) makaói autóversenyző. 2000-ben kezdett el komolyabban versenyezni a Macau Hotel Fortuna Trophy-ban, ahol négy éven keresztül vitézkedett és legjobb eredménye egy 5. hely volt a bajnokságban. Ezután a nemzetközi Kínai Túraautó Bajnokságban (CTCC) indul hosszú éveken keresztül. Itt a legjobbja 2009-ben egy 3. hely lett az összesítésben, amelyet egy Honda Integra volánja mögött ért el. 2011-ben 2.lett a China Pan-Delta Racing Fesztiválon.

## WTCC 2011
De Souza 2011-ben tűnt fel először a Túraautó Világbajnokságon, amikor is a Corsa Motorsport színeiben egy öregecske Chevrolet Lacettivel indult hazája nagydíján, Makaóban. A régi S2000-es technika természetesen nem tette számára elérhetővé, hogy az 1.6 turbós autók ellen harcoljon, de a honfitársai komoly ellenfele volt. Az időmérőn a mért idejével nem fért be a 107%-os limit időn belülre, de a verseny bíróság engedélyezte a vasárnapi rajthoz állását. Az 1. futamon a 15. helyen ért célba a második legjobb makaói pilótaként. A 2. futamon aztán egy versenybaleset miatt nem tudta befejezni a versenyt. 

## WTCC 2012
Ebben az évben visszatért a vb mezőnyébe a makaói versenyző, és akárcsak az előző esztendőben, most is egy Chevy Lacettivel állt rajthoz, ám ezt már a kínai China Dragon Racing Team készítette fel, akikkel De Souza a kínai bajnokságban versenyzett. Shanghajban láthattuk először a sárgás-kékes festésű Lacettivel, és ezúttal is bőven akadtak S2000-es autóban ülő vetélytársai. Az 1. futamon 19. lett, a harmadik legjobb kínai pilóta a mezőnyben. A 2. futamon 21. lett, de úgy, hogy egyedül Eric Kwong előzte meg őt az S2000-es autók közül. Hazai futamán, Makaóban ebben az évben sem tudta megfutni az időmérőn a szükséges limit időt, de most is engedélyt kapott az indulásra (rajta kívül még öten jártak ugyanígy). Az 1. futamot a 18. helyen fejezte be 2 kör hátrányban a győztes, Yvan Mullerrel szemben. A 2. futamon sokan kiestek így a 14. helyen látta meg a kockás zászlót és ezúttal is a 2. legjobb S2000-es autóval versenyző pilóta lett. 

## WTCC 2013
Miután erre a szezonra kiírták az ázsiai fordulókra az Asiai Trophy-t, ezért rengeteg kínai és makaói pilóta nevezett a szezon utolsó három fordulójára. De Souza is köztük volt, most pedig egy S2000-es kék-arany színű Chevrolet Cruze-al állt rajthoz a China Dragon Racinggel. Suzukában az 1. futamon a 21. lett összesítésben, az Ázsia Kupában ez egy 5. helyet jelentett, a 2. futamon pedig az első kör végén valamiféle műszaki gond miatt kiállt a versenyből.
Shanghajban az 1. futamon 22. lett és ez az 1. helyet jelentette az Asia Trophy-ban, a második futamon pedig szintén a legjobb ázsiai pilóta lett 24. helyével, tehát ezen  hétvégén ő gyűjtötte az Ázsia Kupában a legtöbb pontot. Az évzáró nagydíjon, Makaóban az időmérőn végre nem esett áldozatul a 107%-os szabálynak, így teljes magabiztossággal indulhatott a hazai futamon. A szűk és roppant nehéz utcai pályán azonban elszabadult a pokol. Az 1. futam még rendben lement, ezen De Souza 24. lett, az Asia Trophy-ban 4. helyen ért célba. A második futamon "túlélte" a rajt balesetet, de később ő is azon versenyzők sorába került, akik sárga, illetve később piros zászlós jelzés alatt hajtottak egymásba a pálya kanyargós és szűk 2. szektorában. Souza Chevy-je csúnyán megsérült, de a hosszúra nyúlt piros zászlós álldogálás alatt a Dragon Racing-es szerelők helyrepofozták, így a makaói folytatni tudta a versenyt, igaz az autó hiába ment, nagyon kezelhetetlen volt. De Souza azonban utolsó célba érőként behozta a Chevyt a 15. helyen. Az Asia Trophy-ban végül a 3. lett a 27 megszerzett pontjával. 

## WTCC 2014
Annak ellenére, hogy az S2000-es autókat kitiltották a VB-ről (köszönhetően a Makaóban történt káosz miatt) De Souzának elegendő pénze volt ahhoz, hogy Franz Engstler csapatába befizesse magát. A szezon utolsó fordulóin tehát a Liqui Moly Teamnél versenyzett egy TC2-es BMW 320 TC-vel. Pekingben mutatkozott be ebben a szezonban elsőként, de a lassú és kanyargós, a bajnoksághoz méltatlan versenypályán csak szenvedett a makaói pilóta, többször is megforgott a versenyeken. A későbbiekben sem tudta felvenni a tempót Engstlerrel és Filippivel (ők voltak a TC2-es kategória legjobbjai), de azért a Campos tapasztalatlan kínai pilótáit és Mak Ka Lokot azért legyőzte az évzáró futamokon. 

## TCR 2015
De Souza ezek után már nem versenyzett a WTCC-ben, azonban nem hagyott fel a versenyzéssel, és maradt nemzetközi fronton, ugyanis kipróbálta magát az új TCR bajnokságban. Két hétvégén: Szingapúrban és Thaiföldön indult egy Seat Leonnal Cup Racerrel. Az éjszakai világításban zajló, szigetországi utcai pályán nem volt szerencsés és az új technikát is szoknia kellett. Egy kiesés és egy 16. hely lett a neve mellé írva eredményként. Thaiföldön az új Buriam aszfaltcsíkon már a középmezőnyben csatázott és egy 12. hely volt a legjobbja, pontot tehát nem szerzett. 

## TCR Asia 2016
A TCR bajnokság igazán kezd beindulni, az idei évben már több mini bajnokságot is indítanak, De Souza pedig ezek közül az ázsiai kupával próbálkozik egy Volkswagen Golffal. 

## Eredményei

### Teljes Túraautó-világbajnokság eredménysorozata
| Év   | Csapat                   | Autó                 | 1   | 1   | 2   | 2   | 3   | 3   | 4   | 4   | 5   | 5   | 6   | 6   | 7   | 7   | 8   | 8   | 9   | 9   | 10  | 10  | 11  | 11  | 12  | 12  | Helyezés | Pont |
| 2011 | Corsa Motorsport         | Chevrolet Lacetti    | CUR | CUR | BEL | BEL | MON | MON | HUN | HUN | BRN | BRN | POR | POR | DON | DON | OSC | OSC | VAL | VAL | SUZ | SUZ | CHN | CHN | MAC | MAC | Hn       | 0    |
| ---- | ------------------------ | -------------------- | --- | --- | --- | --- | --- | --- | --- | --- | --- | --- | --- | --- | --- | --- | --- | --- | --- | --- | --- | --- | --- | --- | --- | --- | -------- | ---- |
| 2011 | Corsa Motorsport         | Chevrolet Lacetti    |     |     |     |     |     |     |     |     |     |     |     |     |     |     |     |     |     |     |     |     |     |     | 15  | Ki  | Hn       | 0    |
| 2012 | China Dragon Racing      | Chevrolet Lacetti    | MON | MON | VAL | VAL | MAR | MAR | SVK | SVK | HUN | HUN | AUT | AUT | POR | POR | CUR | CUR | USA | USA | SUZ | SUZ | CHN | CHN | MAC | MAC | Hn       | 0    |
| 2012 | China Dragon Racing      | Chevrolet Lacetti    |     |     |     |     |     |     |     |     |     |     |     |     |     |     |     |     |     |     |     |     | 19  | 21  | 18† | 14  | Hn       | 0    |
| 2013 | China Dragon Racing      | Chevrolet Lacetti LT | MON | MON | MAR | MAR | SVK | SVK | HUN | HUN | AUT | AUT | RUS | RUS | POR | POR | ARG | ARG | USA | USA | SUZ | SUZ | CHN | CHN | MAC | MAC | Hn       | 0    |
| 2013 | China Dragon Racing      | Chevrolet Lacetti LT |     |     |     |     |     |     |     |     |     |     |     |     |     |     |     |     |     |     | 21  | Ki  | 22  | 24  | 20  | 15  | Hn       | 0    |
| 2014 | Liqui Moly Team Engstler | BMW 320 TC           | MAR | MAR | PAU | PAU | HUN | HUN | SVK | SVK | AUT | AUT | RUS | RUS | BEL | BEL | ARG | ARG | CHN | CHN | CHN | CHN | SUZ | SUZ | MAC | MAC | Hn       | 0    |
| 2014 | Liqui Moly Team Engstler | BMW 320 TC           |     |     |     |     |     |     |     |     |     |     |     |     |     |     |     |     | 14  | Ki  | 16  | 16  | Ki  | 15  | 17  | 13  | Hn       | 0    |
| 2017 | RC Motorsport            | Lada Vesta WTCC      | MAR | MAR | ITA | ITA | HUN | HUN | GER | GER | POR | POR | ARG | ARG | CHN | CHN | JPN | JPN | MAC | MAC | QAT | QAT |     |     |     |     | 17.      | 8,5  |
| 2017 | RC Motorsport            | Lada Vesta WTCC      |     |     |     |     |     |     |     |     |     |     |     |     | 6   | 10‡ | 16  | 15  |     |     |     |     |     |     |     |     | 17.      | 8,5  |

- ‡ Fél pontot osztottak, mivel a mezőny a versenytáv kevesebb mint 75%-át teljesítette